# Zygmunt Wróblewski
Zygmunt Florenty Wróblewski, född 28 oktober 1845 i Grodno, död 19 april 1888 i Kraków, var en polsk fysiker. 
Wróblewski studerade 1862 i Kiev, var förvisad till Sibirien 1863–69, studerade därefter i Berlin, Heidelberg och München, där han blev filosofie doktor och assistent 1874, assistent 1875 och privatdocent i Strassburg 1876, arbetade därefter som resestipendiat i Paris (vid École normale supérieure, där han fick kontakt med Louis Paul Cailletet), London, Oxford och Cambridge samt utnämndes 1882 till ordinarie professor i fysik vid Jagellonska universitetet i Kraków. 
Till en början (1876–83) sysselsatte sig Wróblewski huvudsakligen med gasers absorption, löslighet och diffusion i vätskor, men övergick sistnämnda år till studiet av gasers kondensation till vätskor, inom vilket område han utförde grundläggande arbeten. År 1883 framställde han jämte Karol Olszewski flytande kolmonoxid, syre och kväve, och 1884 lyckades han kondensera sumpgas och väte i flytande form. Han undersökte dessa vätskors egenskaper liksom koppars elektriska ledningsförmåga vid låga temperaturer 1883–86. Han framställde också kväve, koldisulfid och alkohol i fast form (1883). Hans sista arbete behandlade vätgasens sammantryckbarhet (1888). 
Wróblewskis avhandlingar publicerades till största delen på polska språket i Krakówakademiens handlingar och dessutom på tyska i Gustav Heinrich Wiedemanns "Annalen der Physik und Chemie" och Franz Exners "Repertorium der Physik" samt på franska i "Comptes rendus de l'Académie des sciences". Wróblewski avled till följd av ett olycksfall med en fotogenlampa i laboratoriet.